# Wilhelm Taubert

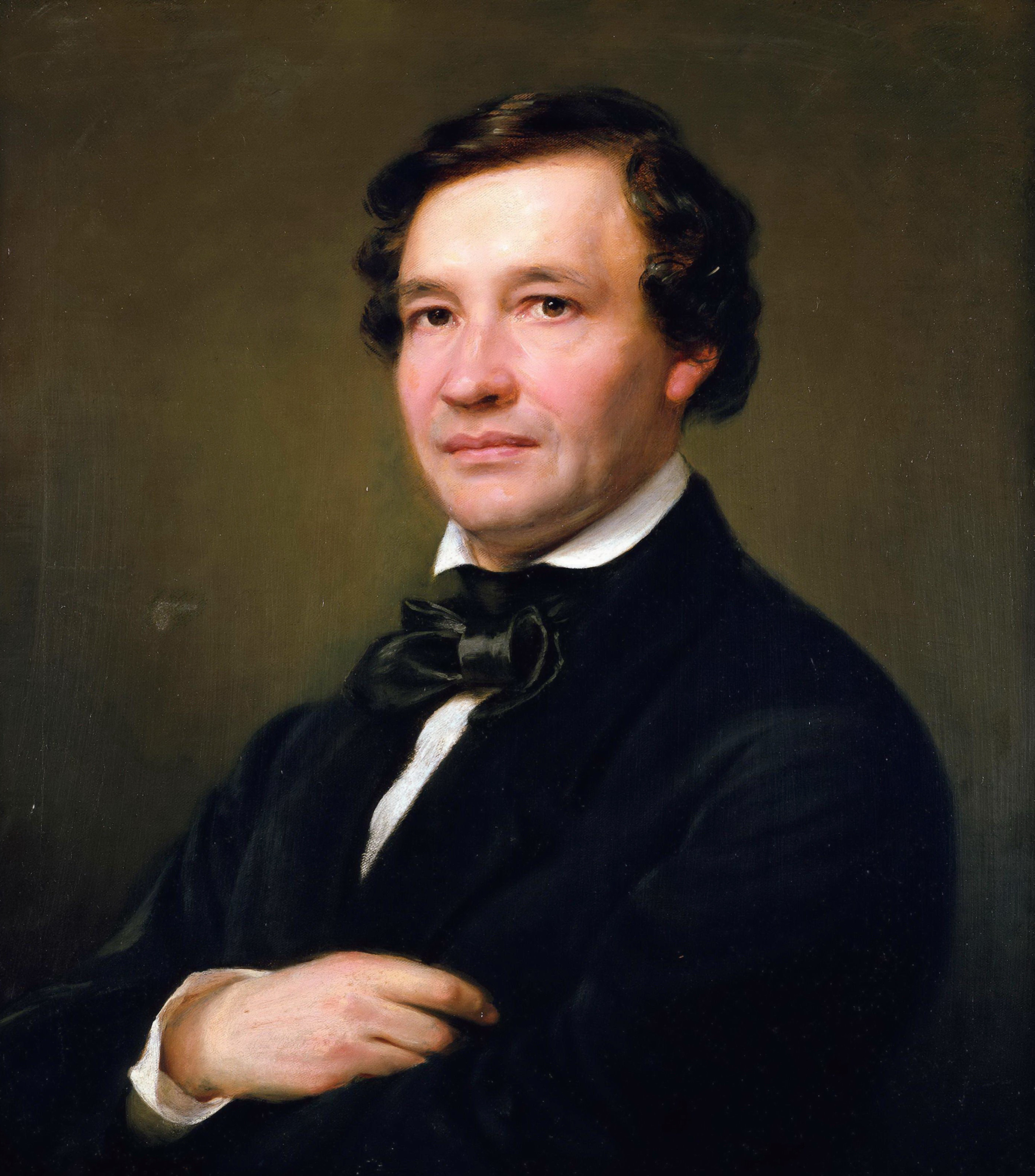
Wilhelm Taubert, porträtterad av Eduard Magnus 1862.

Karl Gottfried Wilhelm Taubert, född den 23 mars 1811 i Berlin, död där den 7 januari 1891, var en tysk tonsättare.
Taubert, som var elev till Ludwig Berger och Bernhard Klein, blev 1831 ledare av hovkonserterna i Berlin, var kapellmästare vid operan 1842-69 samt dirigent för symfonisoaréerna och blev 1875 president i den musikaliska sektionen av konstakademins senat. Han var lärare till Otto Dienel. 
Taubert var mycket produktiv. Hans bästa kompositioner anses vara hans barnsånger (13 samlingar, 1843-78) tillsammans med musiken till Euripides Medea och Shakespeares Stormen. Hans sex operor, bland vilka Macbeth (1857) ansågs vara den bästa, gjorde mindre lycka, liksom också hans orkester- och kammarmusikverk.